# Alopecosa charitonovi
Alopecosa charitonovi là một loài nhện trong họ Lycosidae.
Loài này thuộc chi Alopecosa. Alopecosa charitonovi được Mcheidze miêu tả năm 1997.